# Centonove (settimanale)
Centonove è stato un periodico settimanale siciliano. Usciva il giovedì in tutte le edicole della Sicilia. La società  "Editoriale Centonove Srl" , editrice del settimanale, è stata dichiarata fallita il 6 luglio 2016 ed il suo editore condannato per bancarotta.

## Storia
La pubblicazione è apparsa nelle edicole per la prima volta nel 1993.
Da alcune inchieste pubblicate sul settimanale, nel 1998 la commissione parlamentare antimafia denunciò presunte commistioni tra politica, imprenditori e docenti universitari.
. L'inchiesta giudiziaria che seguì portò a numerosi arresti e anche alle dimissioni del sottosegretario Angelo Giorgianni.
Tuttavia, gli accertamenti svolti nelle competenti sedi giudiziarie, mostrarono l'infondatezza dei rilievi mossi a Giorgianni, così come quella disciplinare innanzi al Consiglio Superiore della Magistratura.
Dopo il fallimento del settimanale, il suo fondatore ed editore Enzo Basso è stato condannato a 4 anni e 4 mesi per bancarotta.

## Fallimento
Il 6 luglio 2016 la società "Editoriale Centonove Srl" viene dichiarata fallita. Il 5 febbraio 2018 la testata "Centonove", è stata messa all'asta dall'ufficio Fallimenti della seconda sezione civile del tribunale di Messina, con un prezzo a base d'asta di 221.682 euro più Iva, senza ricevere nessuna offerta.

## Controversie
Nel 2002 l'Amministratore Unico della Editoriale Centonove s.r.l., nonché direttore del settimanale Enzo Basso, è protagonista di un controverso affidamento della zona demaniale di Capo Peloro in Messina.  Nel 2006 La Società Centonove ottiene dei fondi regionali (D.D.G 859/S3 Tur del 3 luglio 2006) per un progetto di “Riuso dei manufatti ex Seaflight in località Capo Peloro” che prevedeva il recupero dell’area con un contributo di 809.000,00 euro a fronte di un investimento totale di 1.609.000,00 euro.  La società aveva avuto un’anticipazione di 404.950,00 euro. Al Demanio, fino ad oggi, non sono mai state versate dalla Società Centonove le somme richieste dalla Capitaneria di Porto. Le ultime somme versate sono quelle del Comune di Messina per la concessione 266/2002. L’Editoriale Centonove di fatto non avendo versato le somme non è mai stato titolare effettivo della Concessione. Nel 2019 l'Amministrazione comunale di Messina firma un provvedimento per la demolizione dell'ecomostro dell'ex Seaflight.
Il 2 maggio 2009, durante una conferenza tenutasi a Messina sulle distorsioni nella giustizia e nell’informazione il settimanale Centonove fu oggetto di critiche da parte dell'avvocato Fabio Repici, legale della famiglia Graziella Campagna noto per le sue battaglie antimafia. In quell'occasione Repici definì Centonove come  "l’organo di informazione al servizio del sistema barcellonese" . A seguito di quelle affermazioni, il settimanale querelò Repici. A sostegno di Repici, oltre a numerose associazioni ed esponenti del mondo civile, intervenne anche Sonia Alfano, figlia del giornalista ucciso dalla mafia Beppe Alfano. 
Il 28 dicembre del 2016 l'editore e direttore Enzo Basso viene condannato a sei mesi di reclusione e 600 euro di multa per appropriazione indebita.
Il 30 ottobre 2017, lo stesso Basso viene arrestato con l'accusa di bancarotta fraudolenta, falso in bilancio e frode fiscale. Nel 2018 viene assolto per il reato di appropriazione indebita dalla corte d'appello "perché il fatto non sussiste", mentre rimangono in piedi le accuse di bancarotta fraudolenta, falso in bilancio e frode fiscale .
Nonostante il fallimento del 2016, il settimanale continuava ad essere presente nelle edicole fino al 2017. 
Per celare lo stato di crisi, il nome fu declinato in più modi: da Centonove divenne 100Novepress. L'ultimo numero, col nome di 100Novepress , andò in edicola il 2 novembre 2017. Nel 2023 il Procuratore Generale ha chiesto un aumento delle pene inflitte per il processo di bancarotta del settimanale. 